# Jimmy Modeste
Jimmy Modeste est un footballeur international cap-verdien d'origine française, né le 8 juillet 1981 à Paris. défenseur latéral gauche, il commence sa carrière au Paris FC puis joue notamment au Stade brestois, aux Chamois niortais. Il rejoint ensuite l'étranger et évolue aux Bohemians Prague puis dans les clubs chypriotes d'AE Paphos et de Nea Salamina. Il est devenu en 2016 entraîneur adjoint à l'Entente Sannois Saint-Gratien, club de CFA puis de National jusqu'en 2019. Il connaît ensuite une nouvelle aventure au Red Star FC, toujours adjoint de Vincent Bordot.
Il commence sa carrière d'entraîneur après avoir été nommé à la tête de l'équipe première de l'Entente Sannois Saint-Gratien, tout juste reléguée en National 3, le 1er Juin 2022.
Avec l'équipe nationale du Cap-Vert, il compte huit sélections pour un but marqué.
En juin 2025, il rejoint le SFC Neuilly-sur-Marne, pensionnaire de National 3 en tant qu’entraîneur principal.

## Carrière

### En sélection
- 2002-2004 : 8 sélections avec le Cap-Vert